# Bratislavci
Bratislavci – wieś w Słowenii, w gminie Dornava. W 2018 roku liczyła 173 mieszkańców.